# Formacja objęcia bessy

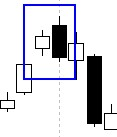
Formacja objęcia bessy

Formacja objęcia bessy – jedna z formacji świec japońskich zapowiadająca zmianę trendu na rynku. Ma silne znaczenie jeśli występuje na poziomie oporu. Formacja składa się z dwóch świec - białej i czarnej; czarna świeca występująca po białej musi ją zakryć w całości. 
- Świece japońskie
- Formacja objęcia hossy